# 鄭崇和墓
24°36′07″N 120°46′50″E / 24.6019126240467°N 120.78051174687°E
鄭崇和墓，位在臺灣苗栗縣後龍鎮，是清代臺灣文人鄭崇和之墓，建於清道光七年（1827年），於民國七十四年（1985年）8月19日被指定為古蹟。由於墓前有石望柱，當地居民稱為「旗杆墓」。

## 沿革
鄭崇和是竹塹當地仕紳地主，開創當地鄭氏家族。於嘉慶十一年（1806）落籍竹塹之後，以教讀為業。其子鄭用錫為台灣第一個進士。此墓即為鄭用錫所築，清同治六年（1867年）由鄭崇和孫重修，並將夫妻合葬。1985年被指定為古蹟，民國八十五年（1996年）開始重修，至民國八十七年（1998年）6月完工。
鄭崇和後人分為四大房，每年輪流於秋季掃墓。

## 格局
鄭崇和墓為三曲手古墓，曲手立柱上有石印、石筆、石獅，前面則立有石翁仲、石馬、石羊、石虎、石望柱各一對。石筆望柱上有雲南鹽法道姻再姪王朝綱題字「恩受榮封更享枌榆俎豆，慶餘積善已看蘭桂科名」。
墓前立有一墓道碑，上有題字：「皇清 覃恩誥贈奉政大夫禮部員外郎 晉贈通奉大夫奉 旨入祀鄉賢祠詒菴鄭先生暨 德配 覃恩誥封太宜人 晉贈夫人恭懿陳夫人神道」。
墓碑則書：「同治丁卯子月，皇清誥贈通奉大夫，顯祖考祀鄉賢祠鄭公、二品夫人，顯祖妣鄭門陳太夫人合葬佳城，四大房孫如椿、如梁、如雲、如蘭等仝立」。